# Heinrich Joseph von Collin

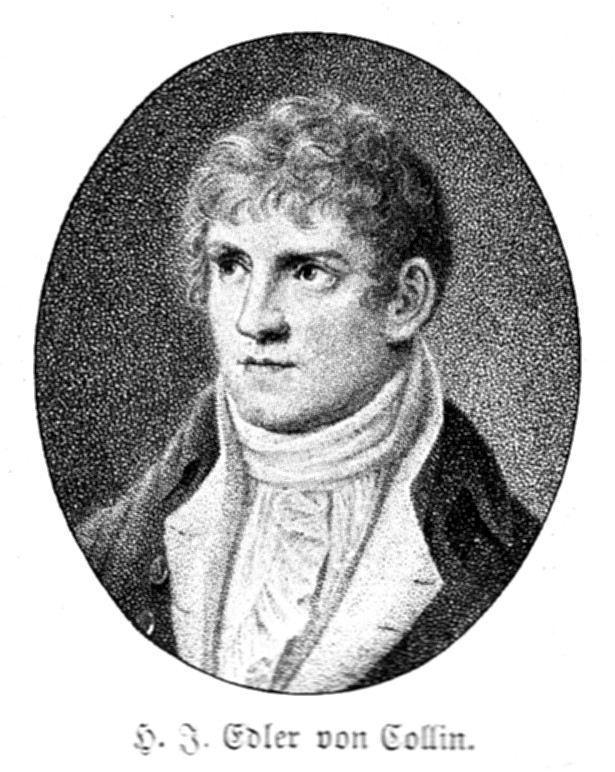
Heinrich Joseph von Collin

Heinrich Joseph von Collin (Vienna, 26 dicembre 1771 – Vienna, 28 luglio 1811) è stato un poeta e drammaturgo austriaco.

## Biografia

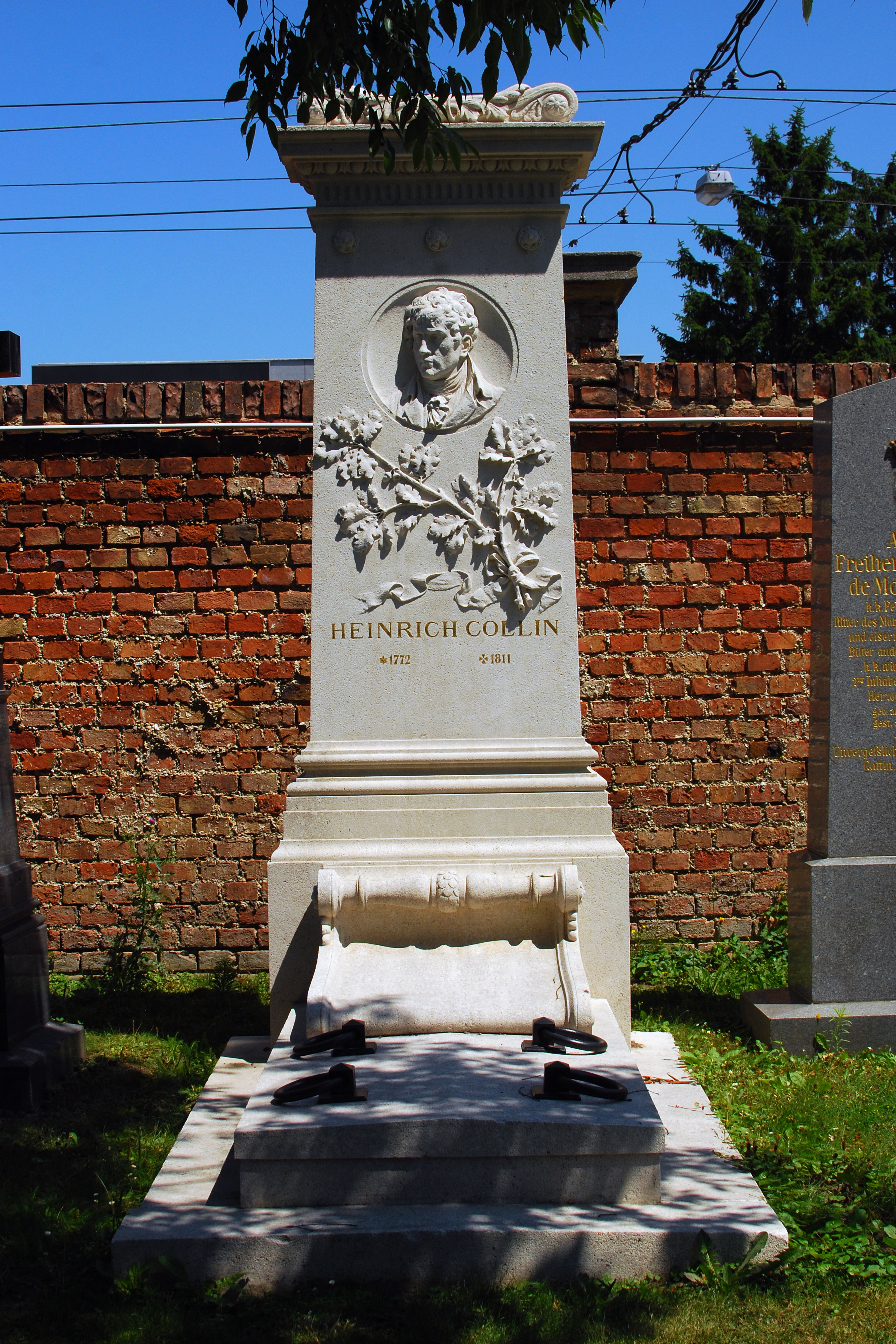
Tomba di Heinrich Joseph von Collin

Figlio del medico Heinrich Joseph Collin (1731-1781) e di sua moglie Elisabeth Edle von Fichtl.
Dopo aver terminato gli studi di giurisprudenza, entrò nel servizio civile e nel ministero delle finanze austriaco, dove effettuò una rapida carriera.
Ai primi dell'Ottocento Collin ottenne importanti incarichi diplomatici e politici.
Dopo aver realizzato alcune opere di scarso successo, optò per tragedie eroiche impregnate di elementi patriottici, quali Regulus (1801), accolta con entusiasmo a Vienna e che Goethe fece rappresentare anche a Weimar.  Il dramma successivo, intitolato Coriolan (1802) fu impreziosito dalla ouverture composta da Beethoven.
Seguirono Polyxena (1804), Balboa (1806), Bianca della Porta (1808), nei quali l'autore cercò di trovare un compromesso fra la tragedia classica, quella shakespeariana e quella romantica tedesca.
Le sue tragedie neoclassiche gli valsero l'appellativo di “Schiller austriaco”.
Le sue opere, scritte in uno spirito liberale, incitarono i suoi contemporanei a resistere all'occupazione francese dell'Austria sotto Napoleone Bonaparte.
Numerose opere di Collin furono allestite al Königlichen Nationaltheater, sotto la direzione di August Wilhelm Iffland.
Molta popolarità godettero i suoi Lieder, come i Canti di soldati austriaci (1809), scritti espressamente per contrastare la figura di Napoleone, e le sue ballate Kaiser Max auf der Martinswand, Herzog Leupold vor Solothurn.
Il fratello minore Matthäus von Collin (1779-1824), pubblicò la rivista Wiener Jahrbücher für Literatur, fu autore di composizioni teatrali, tra le quali Dramatische Dichtungen, (1815-1817), di poesie (Gedichte, 1827), e simpatizzò per il movimento romantico.

## Opere principali
- Henrici Josephi Collin Florum arnicae vires et Quaedam de Musti Hordei Usu sive Observationum circa Morbos acutos et chronicos Factarum Pars quarta, Vienna, 1773;
- Regulus, 1802;
- Coriolan, 1802;
- Polyxena, 1804;
- Bianca della Porta, 1807;
- Wehrmannslieder, 1808;
- Mäon, 1807;
- Die Horatier und Curiatier, 1809;
- Sämtliche Werke, Vienna, 1812-14;
- Trauerspiele, Vienna, 1873.